# (10666) Feldberg
(10666) Feldberg est un astéroïde de la ceinture principale.

## Description
(10666) Feldberg est un astéroïde de la ceinture principale. Il fut découvert le 16 octobre 1977 à l'observatoire Palomar par Cornelis Johannes van Houten, Ingrid van Houten-Groeneveld et Tom Gehrels. Il présente une orbite caractérisée par un demi-grand axe de 2,22 UA, une excentricité de 0,06 et une inclinaison de 5,9° par rapport à l'écliptique.

## Compléments